# Matt Willig
Matthew Joseph „Matt“ Willig (* 21. Januar 1969 in La Mirada, Kalifornien) ist ein amerikanischer Schauspieler und früherer American-Football-Spieler in der National Football League (NFL).

## Leben

### Football
Willig spielte bereits zu Highschoolzeiten American Football und Basketball für die St. Paul High School in (Santa Fe Springs, Kalifornien). College Football spielte er für die University of Southern California (USC) und gewann dabei 1989 mit seinem Team den Rose Bowl. Nach dem College wurde Willig zwar nicht gedraftet, kam 1992 aber als Free Agent zu den New York Jets. In seinen 13 Jahren als Profi spielte er außerdem für die Atlanta Falcons, die Green Bay Packers, die St. Louis Rams, die San Francisco 49ers und die Carolina Panthers. Willig gewann im Jahr 2000 den Super Bowl XXXIV mit den St. Louis Rams.

### Schauspieler
Seit 2006 ist Willig regelmäßig als Schauspieler zu sehen. Sein Schaffen umfasst rund 50 Produktionen. Eine seiner wohl bekanntesten Rollen ist die des Special Agent Simon Cade in der achten Staffel der amerikanischen Erfolgsserie Navy CIS. In einer Episode der siebten Staffel von Malcolm mittendrin ist er als Alkoholiker namens Crash zu sehen. Des Weiteren hatte er einen Auftritt in der Jugendserie iCarly, wo er die Rolle des LKW-Fahrers „Sledgehammer“ spielt. Erwähnenswert ist ebenfalls ein Auftritt in der amerikanischen CBS-Seifenoper Schatten der Leidenschaft, wo er den Bodyguard von Billy Abboth namens „Tank“ darstellte. Weiterhin spielte er in der Serie Dexter den Killer Alfonso „Little Chino“ Concepcion. Und er war 2015/2016 in sechs Folgen von Marvel’s Agents of S.H.I.E.L.D. zu sehen. Einen Gastauftritt hatte er in dem Film Hydra – The Lost Island als „Gunnar“.
In der englischen Version des Marvel-Computerspiels Spider-Man: Shattered Dimensions leiht er der Figur des Juggernaut seine Stimme.
Willig ist verheiratet und lebt in der Nähe von Los Angeles in Kalifornien.

## Filmografie (Auswahl)
- 2007: Dexter (Fernsehserie, 2 Folgen)
- 2009: Year One – Aller Anfang ist schwer (Year One)
- 2012: Guns and Girls (Guns, Girls and Gambling)
- 2013: Wir sind die Millers (We’re the Millers)
- 2013: Grimm (Fernsehserie, eine Folge)
- 2014: Brooklyn Nine-Nine (Fernsehserie, eine Folge)
- 2015: Erschütternde Wahrheit (Concussion)
- 2015–2016: Marvel’s Agents of S.H.I.E.L.D. (Fernsehserie, 6 Folgen)
- 2018: Eruption: LA
- 2019: Charmed (Fernsehserie, 1 Folge)
- 2020: Birds of Prey: The Emancipation of Harley Quinn (Birds of Prey (and the Fantabulous Emancipation of One Harley Quinn))